# Adrian Gostick
Adrian Gostick (Burton, Reino Unido, 8 de septiembre de 1965) es un escritor y conferencista británico. Su área de interés es el liderazgo. Es uno de los autores más vendidos en su temática, con menciones y participaciones en reconocidos medios, figurando en el listado de los más vendidos del The New York Times.

## Biografía

### Primeros años de vida y educación
Gostick nació el 8 de septiembre de 1965 en Burton, Inglaterra. Su padre fue dibujante de Rolls Royce y su madre trabajó en ventas minoristas. Su familia emigró a Canadá cuando tenía 10 años.
Completó una licenciatura en la Universidad Brigham Young donde además practicó fútbol, y fue editor del periódico estudiantil. Obtuvo un Master of Arts en liderazgo en Seton Hall University siendo valedictorian.

### Carrera
Con una variada experiencia en el ámbito empresarial, y habiendo participado en áreas tan disímiles como gas y petróleo; banca; y manufactura, A. Gostick finalmente llega a vicepresidente de 'O. C. Tanner Company'.
Paralelamente a esto, su encuentro con Chester Elton genera una sociedad de intereses y de conocimientos la cual conciben publicar dándele forma inicial en su primer libro The Carrot Principle (Simon & Schuster; 2007). Hito que marcaría un punto trascendente en el camino de ambos autores. Y que tendrá continuidad, en enero del 2011, fundando 'The Culture Work', con sede en Utah. Empresa de consultoria dedicada a la capacitación en cultura corporativa y trabajo en equipo.
Este fue el inicio y continuidad de una apertura de su carrera, que le ha permido volcar toda su experiencia y conocimiento en el área de gestión empresarial, no solo apuntando a lo negocios, sino además teniendo especial enfoque en la relación empresa / recursos humanos, y de cómo mutuamente potenciarlos.

## Publicaciones
- The 24-Carrot Manager (Gibbs Smith, 2002).
- The Integrity Advantage (Gibbs Smith, 2003).
- A Carrot A Day (Gibbs Smith, 2004).
- The Invisible Employee (Wiley, 2006).
- The Carrot Principle (Simon & Schuster, 2007).
- The Levity Effect (Gibbs Smith, 2008).
- The Orange Revolution (Simon & Schuster, 2010).
- All In (Simon & Schuster, 2012)1.
- The Best Team Wins (Simon & Schuster, 2018)2.

### Artículos
- How to get the most out of your employees (Fast Company, 2012).
- Don’t ignore the squeaky wheels[2] (Bloomberg, 2012).
- Are you using recognition effectively (Harvard Business Review, 2008).
- What motivates you?[3] (Forbes, 2014).

## Premios y reconocimientos
1. Su libro sobre cultura corporativa, All In (Simon & Schuster, 2012), es ganador de la Medalla de Oro Axiom 2013 por Recursos Humanos y Capacitación de Empleados y ganador de los Premios Internacionales de Libros 2014 por Negocios: Administración y Liderazgo.
2. Ganador en 2018 de los International Book Awards for Business: Management & Leadership.

- Best Sellers, The New York Times. 2009.[4]

- «AXIOM Business Book Awards». 2013.[5]

- «International Book Awards - Honoring Excellence in Independent & Mainstream Publishing». 2018.[6]